# Коэн, Амнон
Амнон Коэн (ивр. אמנון כהן‎; род. 1 июня 1960, Самарканд, Узбекская ССР, СССР) — израильский политик, депутат кнессета (15—19 созывы созывы) от партии «ШАС».

## Биография
Амнон Коэн родился 1 июня 1960 года в городе Самарканд, Узбекская ССР, Советский Союз (ныне Республика Узбекистан). В 1973 году репатриировался в Израиль. Получил степень бакалавра в области менеджмента в Академическом колледже Кирьят-Оно.
Занимал различные должности в муниципалитете города Рамле. В 1999 году впервые был избран в кнессет (15 созыв). Работал в особой комиссии по закону об экстренной экономической программе, комиссии кнессета, финансовой комиссии, а также комиссии по вопросам алии, абсорбции и диаспоры. Являлся председателем комиссии по обращениям граждан.
В кнессете 16-го созыва работал в комиссии по вопросам государственного контроля и комиссии по вопросам алии, абсорбции и диаспоры. Был председателем комиссии по вопросам государственного контроля и комиссии по экономике.
В 2006 году был переизбран в кнессет, членствовал в финансовой комиссии, комиссии по обращениям граждан, комиссии по правам ребёнка. Кроме того состоял в ряде подкомиссий. В кнессете 17-го созыва Коэн был назначен заместителем спикера кнессета.
Перед выборами в кнессет 18-го созыва Коэн занял четвёртое место в списке партии «ШАС», и был избран в кнессет, так как партия получила десять мандатов. Возглавил комиссию по внутренним делам и защите окружающей среды. Вошел в состав комиссии по вопросам государственного контроля, финансовую и экономическую комиссии.
Коэн женат, имеет четверых детей, владеет ивритом, русским и бухарским языками.